# Fredrik Pettersson
John Fredrik Michael Pettersson (* 10. Juni 1987 in Göteborg) ist ein ehemaliger schwedischer Eishockeyspieler.

## Karriere
Fredrik Pettersson begann seine Karriere als Eishockeyspieler in seiner Heimatstadt in der Nachwuchsabteilung des Frölunda HC, mit dessen U18-Junioren er 2003, 2004 und 2005 jeweils die Meisterschaft der U18-Junioren-Allsvenskan gewann, sowie mit dessen U20-Junioren er parallel in der Saison 2004/05 Meister der U20-Junioren-SuperElit wurde. Anschließend wurde der Flügelspieler im NHL Entry Draft 2005 in der fünften Runde als insgesamt 157. Spieler von den Edmonton Oilers ausgewählt, für die er allerdings nie spielte. Stattdessen lief er von 2005 bis 2007 für die Calgary Hitmen in der kanadischen Juniorenliga Western Hockey League auf. Diese hatten ihn beim CHL Import Draft 2005 in der ersten Runde an insgesamt 48. Stelle gezogen.
Von 2007 bis 2010 spielte Pettersson für seinen Heimatverein Frölunda HC in der schwedischen Elitserien. Dort überzeugte er mit 44 Toren und 46 Vorlagen in 184 Spielen, sodass er am 15. Juni 2010 als Free Agent von den Atlanta Thrashers aus der National Hockey League unter Vertrag genommen wurde. Für die Saison 2010/11 wurde der Schwede Atlantas Farmteam, den Chicago Wolves aus der American Hockey League, zugeteilt.
Im Juli 2011 kehrte Pettersson abermals zum Frölunda HC zurück, bei dem er einen Kontrakt für vier Jahre unterzeichnete. Ein Jahr später wurde dieser Vertrag aufgelöst und Petterson wechselte zum HK Donbass Donezk, für den er bis Oktober 2013 in der KHL aktiv war. Im Herbst 2013 wechselte er zum HC Lugano in die Schweiz. Dort gehörte er in den folgenden drei Spielzeiten zu den Leistungsträgern und avancierte in der Saison 2014/15 zum NLA-Topscorer. Nach Ablauf der Saison 2015/16 nutze er eine Ausstiegsklausel und wechselte zu Torpedo Nischni Nowgorod in die KHL. Dort zog es ihn nach 24 Spielen weiter zum HK Dinamo Minsk. 
Im Sommer 2017 wechselte er zu den ZSC Lions, wo er einen Vertrag über ein Jahr mit der Option auf ein weiteres unterschrieb. Nach der Saison 2020/21 beendete er seine aktive Karriere.

### International
Für Schweden nahm Pettersson im Juniorenbereich an der U18-Junioren-Weltmeisterschaft 2005, bei der er mit seiner Mannschaft den dritten Platz belegte, sowie den U20-Junioren-Weltmeisterschaften 2006 und 2007 teil. Im Seniorenbereich stand er im Aufgebot seines Landes bei der Weltmeisterschaft 2010 in Deutschland, bei der er mit Schweden die Bronzemedaille gewann. Zudem bestritt er zahlreiche Testspiele für verschiedene schwedische Juniorennationalmannschaften sowie die Herren-Nationalmannschaft. Ach bei der Weltmeisterschaft 2012 spielte er für Schweden.
Bei der Weltmeisterschaft 2013 in Stockholm und Helsinki war er erneut Teil der Nationalmannschaft und gewann mit dieser die Goldmedaille. Zudem stand er bei den Olympischen Winterspielen in Pyeongchang 2018 im schwedischen Kader.

## Erfolge und Auszeichnungen
- 2005 Bronzemedaille bei der U18-Junioren-Weltmeisterschaft
- 2010 Bronzemedaille bei der Weltmeisterschaft
- 2013 IIHF-Continental-Cup-Gewinn mit dem HK Donbass Donezk
- 2013 Goldmedaille bei der Weltmeisterschaft
- 2015 PostFinance Top Scorer
- 2018 Schweizer Meister mit den ZSC Lions

## Elitserien-Statistik
(Stand: Ende der Saison 2011/12)